# Campionati africani di lotta 2000
I campionati africani di lotta 2000 sono stati la 16ª edizione della manifestazione continentale organizzata dalla FILA. Si sono svolti in Tunisia nel maggio 2000. 

## Podi

### Uomini

#### Lotta libera
| Evento | Oro                                  | Argento                      | Bronzo                         |
| 54 kg  | Ali Mohamed Hassan Abu Taleb Egitto  | Isaac Jacob Nigeria          | Finban Tchuda Guinea-Bissau    |
| 58 kg  | Talata Embalo Guinea-Bissau          | Hassan Ibrahim Madani Egitto | Tebe Dorgu Nigeria             |
| 63 kg  | Fred Jessey Nigeria                  | Jabeur Dridi Tunisia         | Hermann Kouadio Costa d'Avorio |
| 69 kg  | Ibo Oziti Nigeria                    | Ibrahim Ibali Tunisia        | Ahmed Shahen Egitto            |
| 76 kg  | Ian du Toit Sudafrica                | Sinivie Boltic Nigeria       | Matar Sène Senegal             |
| 85 kg  | Vincent Aka Akesse Costa d'Avorio    | Alioune Diouf Senegal        | Nico Jacobs Namibia            |
| 97 kg  | Victor Kodei Nigeria                 | Isaac Mpia Endjam Camerun    | Ahmed Khalil Saber Egitto      |
| 130 kg | Hisham Abdelwahab Abdelmoamen Egitto | Louis Auguste Mauritius      |                                |

#### Lotta greco-romana
| Evento | Oro                                        | Argento                         | Bronzo                       |
| 54 kg  | Mohamed Moustafa Abu Elela Egitto          | Mohamed Saadi Algeria           | Walid Nefzi Tunisia          |
| 58 kg  | Mohamed Barguaoui Tunisia                  | Ashraf Meligy El Garably Egitto | Abdelhak Saidouni Algeria    |
| 63 kg  | Yassine Djakrir Algeria                    | Mahmoud Muhammed Saber Egitto   | Nabul Salhi Tunisia          |
| 69 kg  | Abdou Saeed El Barbary Egitto              | Belgacem Gammougui Tunisia      | Wynand Jansen Namibia        |
| 76 kg  | Kader Silla Algeria                        | Badreddine Amdouni Tunisia      | Junge Jansen Namibia         |
| 85 kg  | Mohamed Ibrahim Abdelfattah Mohamed Egitto | Amor Bach Hamba Tunisia         | Mohamed Smiry Marocco        |
| 97 kg  | Karam Mohammed Gaber Ibragim Egitto        | Hassen Fkiri Tunisia            | Gerald Vollenhoven Sudafrica |
| 130 kg | Omrane Ayari Tunisia                       | Mohamed El Sayed Egitto         | Florine Auguste Sudafrica    |

### Donne

#### Lotta libera
| Evento | Oro                           | Argento                        | Bronzo                       |
| 46 kg  | Leopoldina Ross Guinea-Bissau | Salwa Elsaeed Aldelaziz Egitto | Joceline Badiate Senegal     |
| 51 kg  | Faiza Bejaoui Tunisia         | Ahawi Amal Imani Marocco       | Eveline Diatta Senegal       |
| 56 kg  | Salma Ferchichi Tunisia       | Khady Diatta Senegal           | Somaia Abdelatie Egitto      |
| 62 kg  | Rim Garram Tunisia            | Asmaa Eddahar Marocco          | Hassona Hanan Mohamed Egitto |
| 68 kg  | Marie Nicole Diédhiou Senegal | Yousria Magdy Elberhamy Egitto | Kaouthmen Ghanmi Tunisia     |
| 75 kg  | Lorinda Bence Sudafrica       | Saida Riabi Tunisia            | Fatma Hossein Egitto         |

## Medagliere
La nazione ospitante è evidenziata.
| Pos.   | Paese          | Oro | Argento | Bronzo | Totale |
| ------ | -------------- | --- | ------- | ------ | ------ |
| 1.     | Egitto         | 6   | 6       | 5      | 17     |
| 2.     | Tunisia        | 5   | 7       | 3      | 15     |
| 3.     | Nigeria        | 3   | 2       | 1      | 6      |
| 4.     | Algeria        | 2   | 1       | 1      | 4      |
| 5.     | Sudafrica      | 2   | 0       | 1      | 3      |
| 5.     | Guinea-Bissau  | 2   | 0       | 1      | 3      |
| 7.     | Senegal        | 1   | 2       | 3      | 6      |
| 8.     | Costa d'Avorio | 1   | 0       | 1      | 2      |
| 9.     | Marocco        | 0   | 2       | 1      | 3      |
| 10.    | Mauritius      | 0   | 1       | 1      | 2      |
| 11.    | Camerun        | 0   | 1       | 0      | 1      |
| 12.    | Namibia        | 0   | 0       | 3      | 3      |
| Totale | Totale         | 22  | 22      | 21     | 65     |

.